# Pulled pork

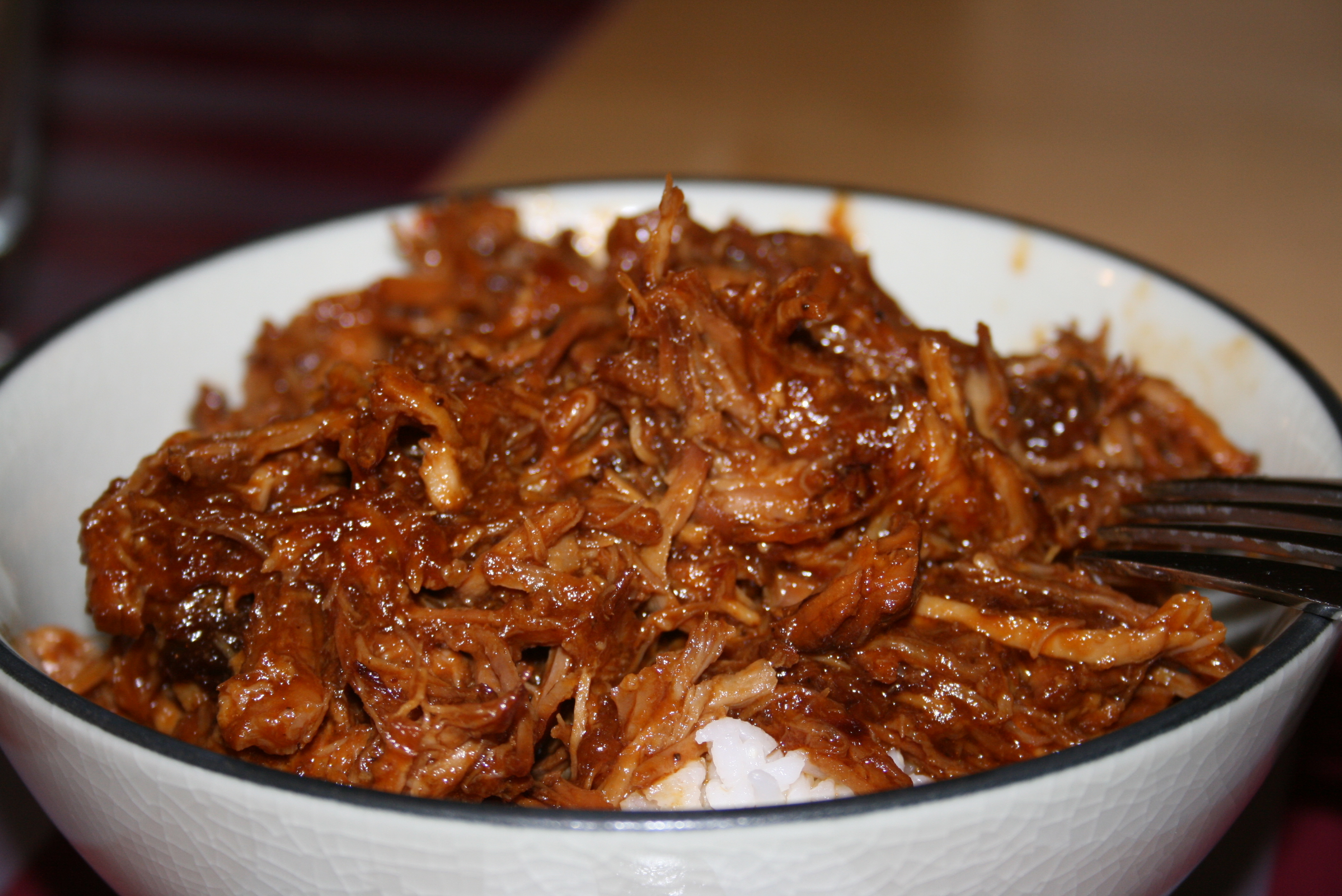
Pulled pork com arroz

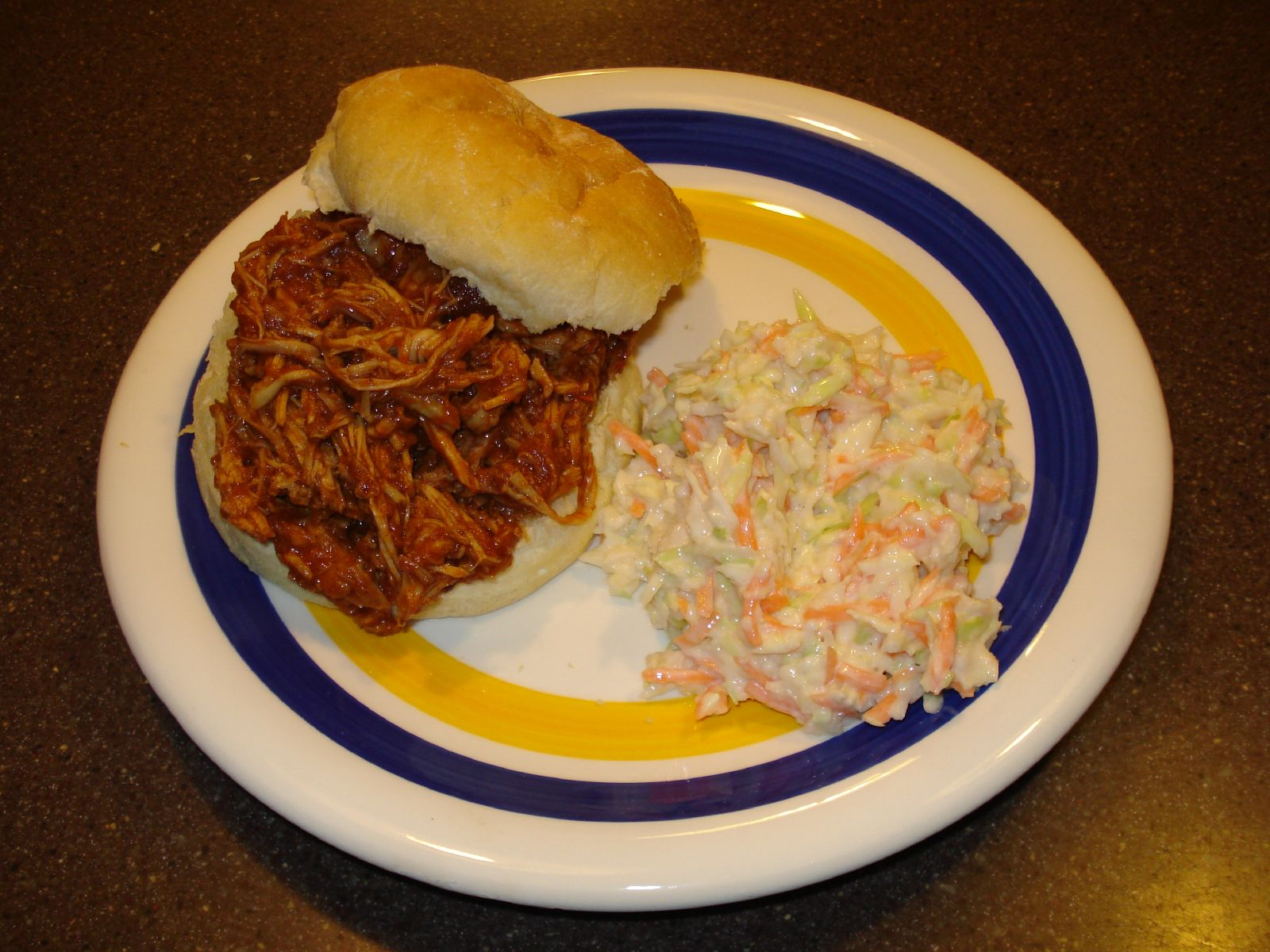
Sanduíche de pulled pork com salada coleslaw

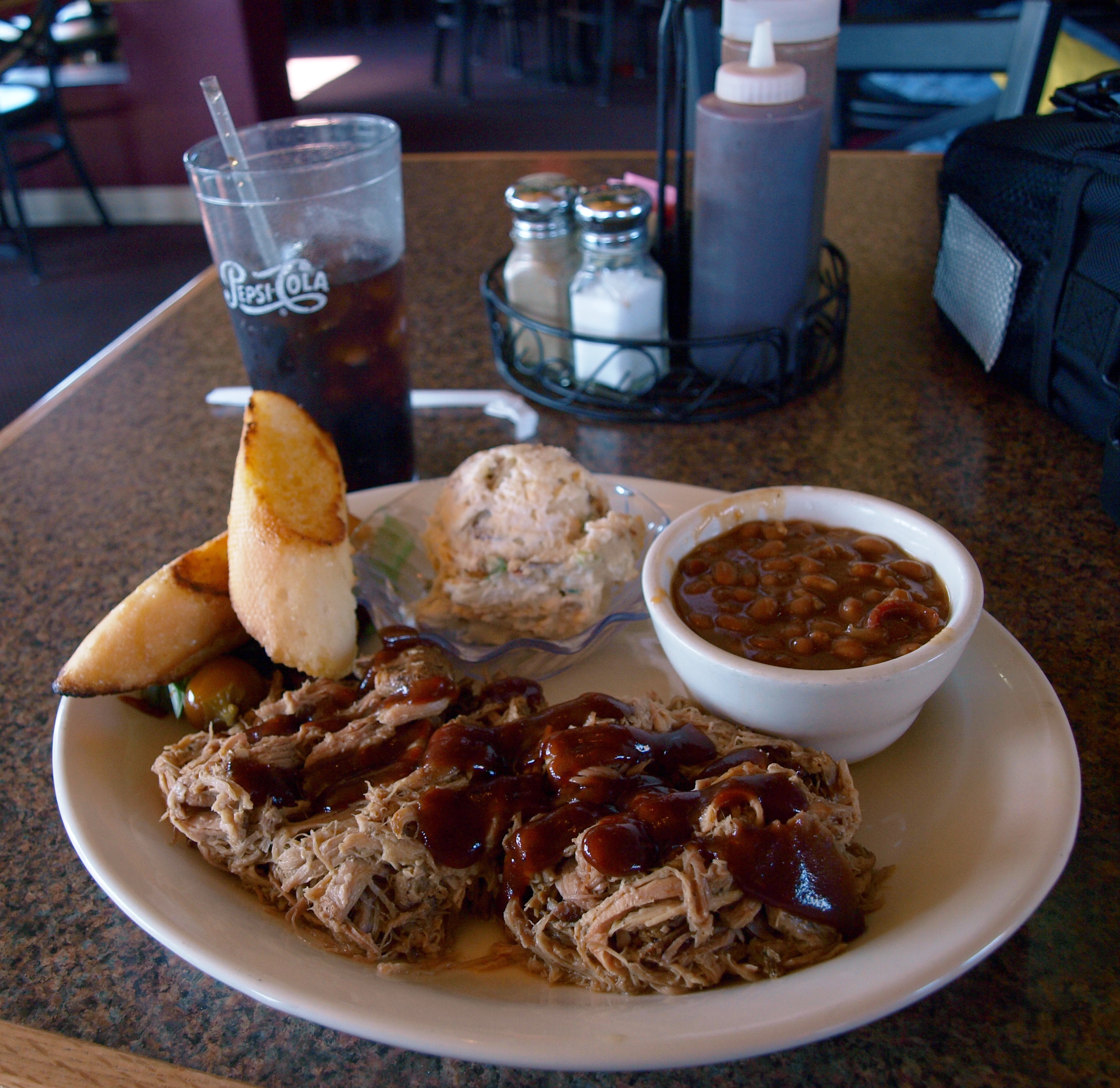
Pulled pork com salada de batata e feijão estufado, em Sedona

Pulled pork é um tipo de churrasco típico da culinária dos Estados Unidos, preparado com carne de porco, normalmente do ombro.
Consiste num método lento de preparação em lume brando. Com o tempo prolongado e com a temperatura pouco elevada, a carne torna-se suficientemente tenra para poder ser desfiada (pulled, em inglês), ou partida em pedaços.
O pulled pork é normalmente cozinhado lentamente através de um método em que a carne é assada através do fumo, existindo, contudo, outras formas de preparação que não assam a carne, como, por exemplo, através de uma panela de cozedura lenta (do tipo conhecido por slow cooker, nos Estados Unidos) ou de um forno.
Esta preparação varia, contudo, de região para região. No Tennessee, o pulled pork é normalmente preparado com uma mistura de carnes de várias partes do porco e servido com um molho de churrasco à base de tomate.
Na Carolina do Norte, é também usada uma mistura de carnes ou apenas carne do pescoço, sendo o prato servido com um molho avinagrado ou sem molho, podendo ser acompanhado por salada coleslaw.
Na Carolina do Sul e na Geórgia, é servido com um molho à base de mostarda, podendo a carne ser misturada com arroz.
O pulled pork é também muito frequentemente consumido sob a forma de sanduíche.
Pode ainda ser acompanhado por feijão estufado (baked beans, em inglês) ou por uma salada de batata (potato salad, em inglês).